# Ana Griselda Hine
Ana Griselda Hine (San José, 26 de junio de 1949) es una pintora costarricense. Ella ha sobresalido en las áreas de acuarela y grabado en metal; debido a problemas de salud tuvo que abandonar el grabado en metal y concentrase en la acuarela. En 1973 se graduó de la Universidad de Cincinnati, Ohio (EE.UU.) con una maestría en Arte con énfasis en Grabado. Posteriormente en 1976 curso un programa de grabado en metal, CREACRAF, y obtuvo su licenciatura en Artes Plástica en la Facultad de Bellas Artes (Universidad de Costa Rica, San José). En 1979 llevó un curso de Grabado, en el primer Taller Panamericano de Gráfica en el Instituto de Cultura Puertorriqueña, San Juan, Puerto Rico. Por último, en 1983 obtuvo otra maestría en Arte con énfasis en grabado en la Escuela de Diseño, arquitectura, arte y planeación en la Universidad de Cincinnati, Ohio, EE.UU.

## Premios
Ana Griselda Hine ha exhibido su trabajo regularmente, tanto de manera individual como colectiva desde los años 70. Ha recibido muchos premios como por ejemplo:
- 1992 Mención de Honor especial, V Bienal L&S de Pintura Costarricense, San José
- 1989 Primer Premio, Concurso Pfizer " Homenaje a la Acuarela Costarricense", San José
- 1983 Mención de Honor, VI Bienal de Grabado Latinoamericano, San Juan, Puerto Rico
- 1981 Medalla de Oro, Salón de Grabado Max Jiménez Huete, Galería Nacional de Arte Contemporáneo, San José, Costa Rica
- 1979 Medalla de Oro, "Salón de Acuarela Margarita Bertheau", Museo Nacional, San José, Costa Rica
- 1975 Primer Premio, Certamen de Paisaje Urbano, Ministerio de Cultura, Juventud y Deportes, San José, Costa Rica, Medalla de Oro, Técnica de Acuarela, IV Salón Nacional de las Artes Plásticas, Museo Nacional, San José, Costa Rica
- 1973 Primer Premio, Certamen de paisaje rural, San Marcos de Tarrazú , MCJD, Costa Rica